# West Union (Ohio)
West Union es una villa ubicada en el condado de Adams en el estado estadounidense de Ohio. En el Censo de 2010 tenía una población de 3241 habitantes y una densidad poblacional de 442,02 personas por km².

## Geografía
West Union se encuentra ubicada en las coordenadas 38°47′30″N 83°32′39″O / 38.79167, -83.54417. Según la Oficina del Censo de los Estados Unidos, West Union tiene una superficie total de 7.33 km², de la cual 7.33 km² corresponden a tierra firme y (0%) 0 km² es agua.

## Demografía
Según el censo de 2010, había 3241 personas residiendo en West Union. La densidad de población era de 442,02 hab./km². De los 3241 habitantes, West Union estaba compuesto por el 97.41% blancos, el 0.43% eran afroamericanos, el 0.15% eran amerindios, el 0.19% eran asiáticos, el 0% eran isleños del Pacífico, el 0.34% eran de otras razas y el 1.48% pertenecían a dos o más razas. Del total de la población el 0.8% eran hispanos o latinos de cualquier raza.